# Adress Fleshmarket Close
Adress Fleshmarket Close är en roman av Ian Rankin, utgiven i Storbritannien år 2004. Engelska originalets titel är Fleshmarket Close. Hans Lindeberg översatte romanen till svenska 2006. Romanen är den femtonde i serien om kommissarie Rebus.

## Handling
En okänd man av utländsk härkomst hittas knivmördad i ett nedgånget bostadsområde. Till en början verkar det röra sig om rasistdåd men en verklig härva kopplat till något helt annat nystas efterhand upp. Rebus och Clarke har i denna roman förflyttats efter en omorganisation och i stort sett med helt nya kollegor. Parallellt med knivmordet undersöker man även det märkliga fyndet av två falska skelett i en källare vilket efterhand kan kopplas till mordet. Clarke försöker även hjälpa två föräldrar, vars äldre dotter tidigare tagit sitt liv efter en våldtäkt, att finna sin yngre dotter som rymt hemifrån.